# Velemyšleves
Obec Velemyšleves (německy Welmschloß) se nachází v okrese Louny v Ústeckém kraji. Žije v ní 343 obyvatel.

## Historie
Název obce se vysvětluje z výrazu „Velemyslova ves“. První písemná zmínka o obci pochází z roku 1316, kdy se ve sporu mezi dvěma šlechtici uvádí jako svědek Boheš z Velemyšlevsi. Ve 20. letech 14. století mají predikát "z Velemyšlevsi" ještě rytíři Ondřej a Vintíř. Rytíři z Velemyšlevse drželi celou nebo jen část své rodové vsi až do roku 1582, což je v českých středověkých a raně novověkých poměrech ojedinělé. V písemných pramenech se zde poprvé tvrz připomíná roku 1415, nepochybně existovala již mnohem dříve. Roku 1623 byl statek Velemyšleves jeho tehdejšímu majiteli, Janu Mikuláši Hochhauzárovi z Hochhauzu, za podporu stavovského povstání konfiskován. Jeho novými majiteli se stali jezuité, kterým Velemyšleves patřila až do zákazu jeho činnosti v Čechách roku 1773.
Škody způsobené třicetiletou válkou se jezuitům zřejmě podařilo rychle zmírňovat. Berní rula z roku 1654 vykazuje ve Velemyšlevsi 39 usedlostí platících berni, z toho 24 selských a 15 chalupnických. Opuštěné byly jen tři z nich. Jména hospodářů byla většinou německá. Počet obyvatel lze odhadnout na přibližně 200.
Stará tvrz ze 14. století stávala na břehu potoka v severozápadním cípu pozdějšího zámeckého parku. Do dnešní doby z ní zbyla pouze nezřetelná vyvýšenina. Pravděpodobně během 15. nebo 16. století byla stará tvrz stržena a nahrazena novější stavbou, umístěnou zřejmě na místě budoucího zámku. Někdy ve třicátých letech 18. století na jejím místě jezuité postavili novostavbu barokního zámku, která byla demolována v roce 1987.

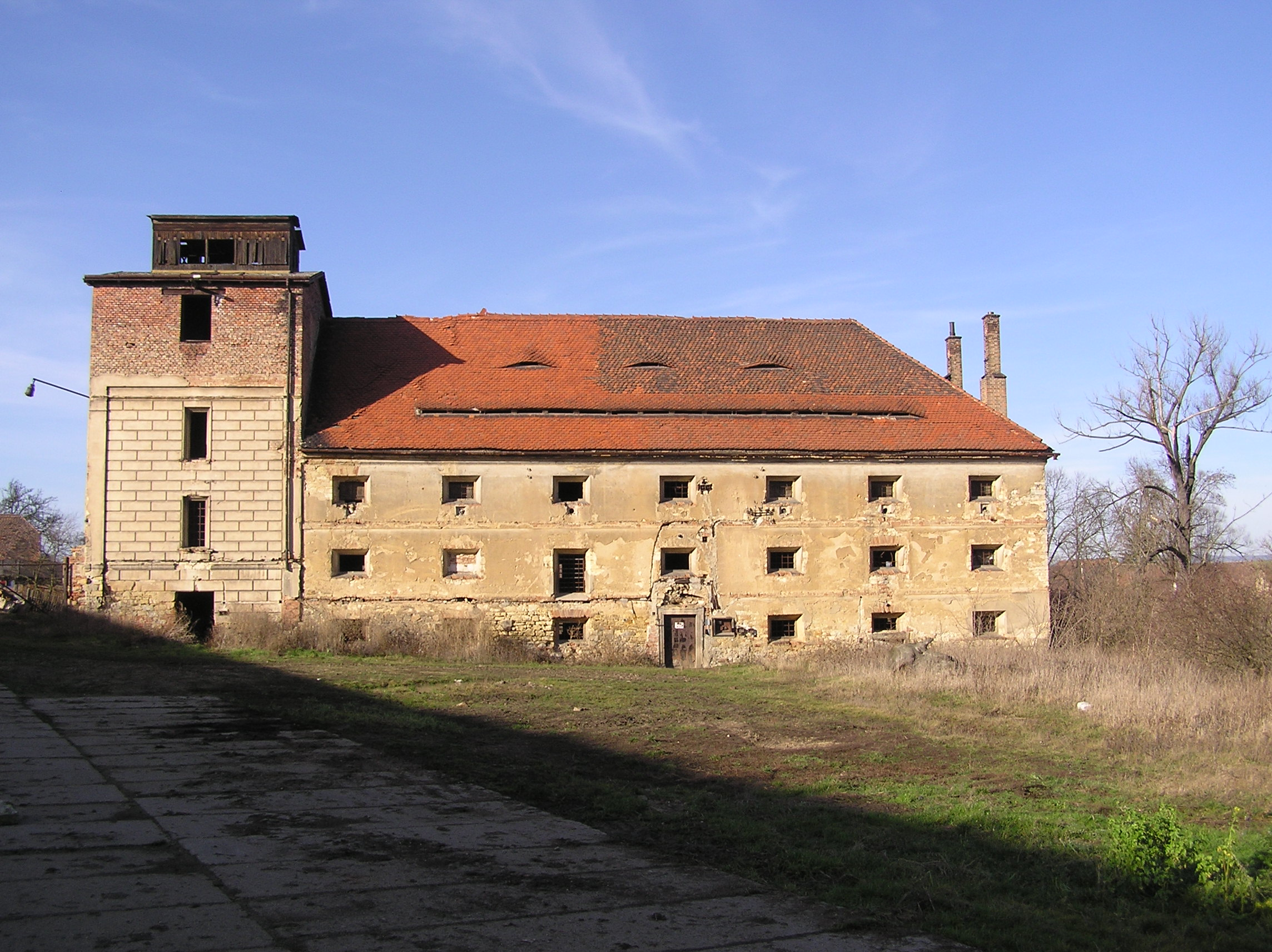
Barokní sýpka ve vrchnostenském dvoře

Po roce 1773 získal statek Velemyšleves stát. V důsledku toho byly obyvatelům dominia o pět let později zrušeny robotní povinnosti. V roce 1813 stát Velemyšleves prodal do soukromých rukou. Do první pozemkové reformy uzákoněné v roce 1919 se v držení statku ve Velemyšlevsi vystřídalo pět rodin. Při pozemkové reformě bylo ze 196 hektarů příslušejících ke statku přiděleno místním zemědělcům jen 5, zbytek zůstal dosavadním majitelům, rodině Zulegerů.
Až do roku 1885 patřil pivovar ve vsi majitelům panství, pak se jeho majitelé střídali. Roku 1897 bylo dosaženo maximálního výstavu piva, jenž činil 10 730 hektolitrů. V roce 1905 byla ve vsi otevřena samostatná škola, do té doby navštěvovaly děti školu v Minicích. V současnosti je škola zrušena a budova slouží jako byty.
Na začátku 20. století žilo ve Velemyšlevsi v 90 domech 545 obyvatel, převážně Němců.  Na polích se pěstoval hlavně ječmen, pšenice, pícniny a cukrovka. V údolí Chomutovky byly rozloženy chmelnice a ovocné zahrady. Proslulé byly velemyšleveské okurky, které jezdili nakupovat i obchodníci ze Saska. Ve vsi bylo pět hostinců. Nejstarším spolkem byli hasiči založení roku 1878.
Po vzniku republiky se počet Čechů v obci posílil až na 10 % obyvatel. Roku 1923 zde byla zřízena česká škola, jejíž jediná třída byla umístěna v německé školní budově. Po druhé světové válce zaujali místa odsunutých Němců kolonisté z českého vnitrozemí a volyňští Češi.
V listopadu 2016 bylo velemyšleveské údolí přemostěno. Silnice I/27 od té doby neprochází vesnicí, nýbrž vede po mostě.

## Obyvatelstvo
Při sčítání lidu v roce 1921 zde žilo 504 obyvatel (z toho 241 mužů), z nichž bylo 67 Čechoslováků a 437 Němců. Kromě jednoho evangelíka se hlásili k římskokatolické církvi. Podle sčítání lidu z roku 1930 měla vesnice 548 obyvatel: 74 Čechoslováků, 466 Němců, jednoho člověka s jinou národností a sedm cizinců. Stále převažovala římskokatolická většina, ale žili zde také tři evangelíci, dva příslušníci církve československé, jeden žid, jeden člen jiných církví a pět lidí bez vyznání.
| Obec Velemyšleves                                                              | Obec Velemyšleves | Obec Velemyšleves | Obec Velemyšleves | Obec Velemyšleves | Obec Velemyšleves | Obec Velemyšleves | Obec Velemyšleves | Obec Velemyšleves | Obec Velemyšleves | Obec Velemyšleves | Obec Velemyšleves | Obec Velemyšleves | Obec Velemyšleves | Obec Velemyšleves |
|                                                                                | 1869              | 1880              | 1890              | 1900              | 1910              | 1921              | 1930              | 1950              | 1961              | 1970              | 1980              | 1991              | 2001              | 2011              |
| ------------------------------------------------------------------------------ | ----------------- | ----------------- | ----------------- | ----------------- | ----------------- | ----------------- | ----------------- | ----------------- | ----------------- | ----------------- | ----------------- | ----------------- | ----------------- | ----------------- |
| Obyvatelé                                                                      | 1 096             | 1 153             | 1 111             | 1 158             | 1 097             | 1 065             | 1 079             | 567               | 597               | 449               | 389               | 264               | 290               | 304               |
| Místní část Velemyšleves                                                       |                   |                   |                   |                   |                   |                   |                   |                   |                   |                   |                   |                   |                   |                   |
| Obyvatelé                                                                      | 473               | 555               | 498               | 545               | 514               | 504               | 548               | 280               | 292               | 221               | 246               | 173               | 227               | 213               |
| Domy                                                                           | 79                | 80                | 80                | 89                | 87                | 87                | 93                | 86                | 134               | 51                | 46                | 45                | 48                | 48                |
| Data z roku 1961 zahrnují i domy z místních částí Minice, Truzenice a Zálezly. |                   |                   |                   |                   |                   |                   |                   |                   |                   |                   |                   |                   |                   |                   |

## Pamětihodnosti
Zaniklé
- Velemyšleveský zámek z 18. století byl zbořen roku 1987.
- Socha Josefa II. z roku 1883, zničena po 1918

Existující
- Kaple sv. Antonína, novorománská z roku 1863. Její stavbu financoval žatecký měšťan Anton Swoboda.
- Barokní sýpka v hospodářském dvoře z roku 1736
- Socha svatého Jana Nepomuckého vedle školy z roku 1746
- Socha svatého Josefa z 2. poloviny 18. století
- Kříž na návsi postavený na náklady obce v roce 1744
- Venkovská usedlost čp. 66

## Archeologické naleziště

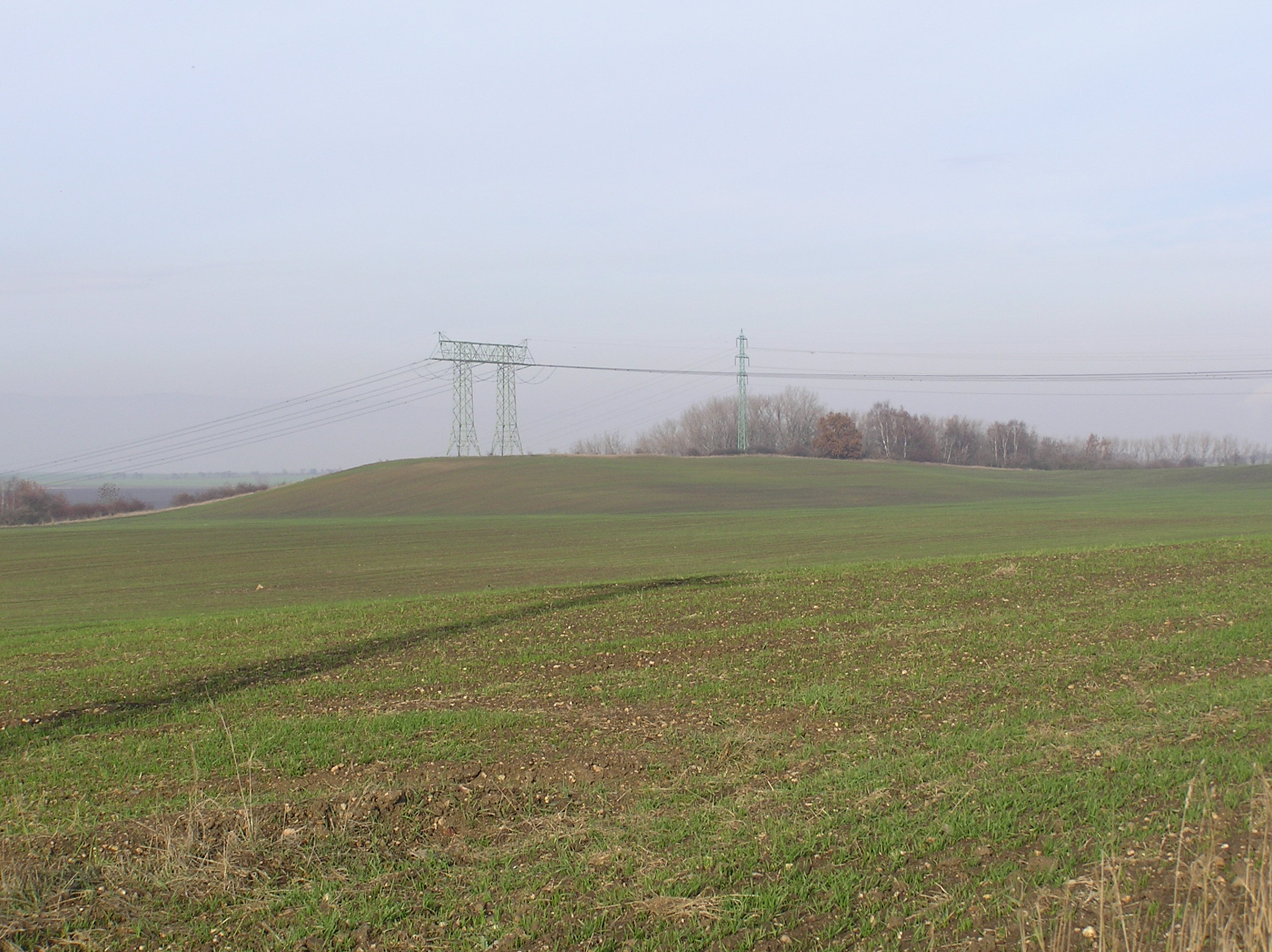
Archeologické naleziště

Severně nad vsí, po levé straně silnice na Most, v prostoru bývalé pískovny se nalézá rozsáhlé archeologické naleziště.. Nejstarší nálezy pocházejí z roku 1927, kdy zde byly nalezeny nádoby patřící kultuře se zvoncovitými poháry. Odborný výzkum prostoru probíhal s přestávkami v letech 1953–1986. Velemyšleves je největším prozkoumaným sídlištěm knovízské kultury v Čechách. Tato kultura patří do pozdní doby bronzové a datuje se mezi roky 1300 až 1050 před naším letopočtem. Na nalezišti bylo prozkoumáno 494 sídlištních objektů. Rozsah v pravěku osídlené plochy se odhaduje na devět hektarů, z toho 5,8 hektarů bylo prozkoumáno.

## Osobnosti
- Rudolf Löhr (1862–1931), pedagog[17]
- Mannis Rollmann (1863–1918), teolog[18]
- Kolem roku 1925 zde působil jako zemědělský praktikant československý nacistický politik Franz Karmasin, vůdce Deutsche Partei ve Slovenském státě.

## Galerie

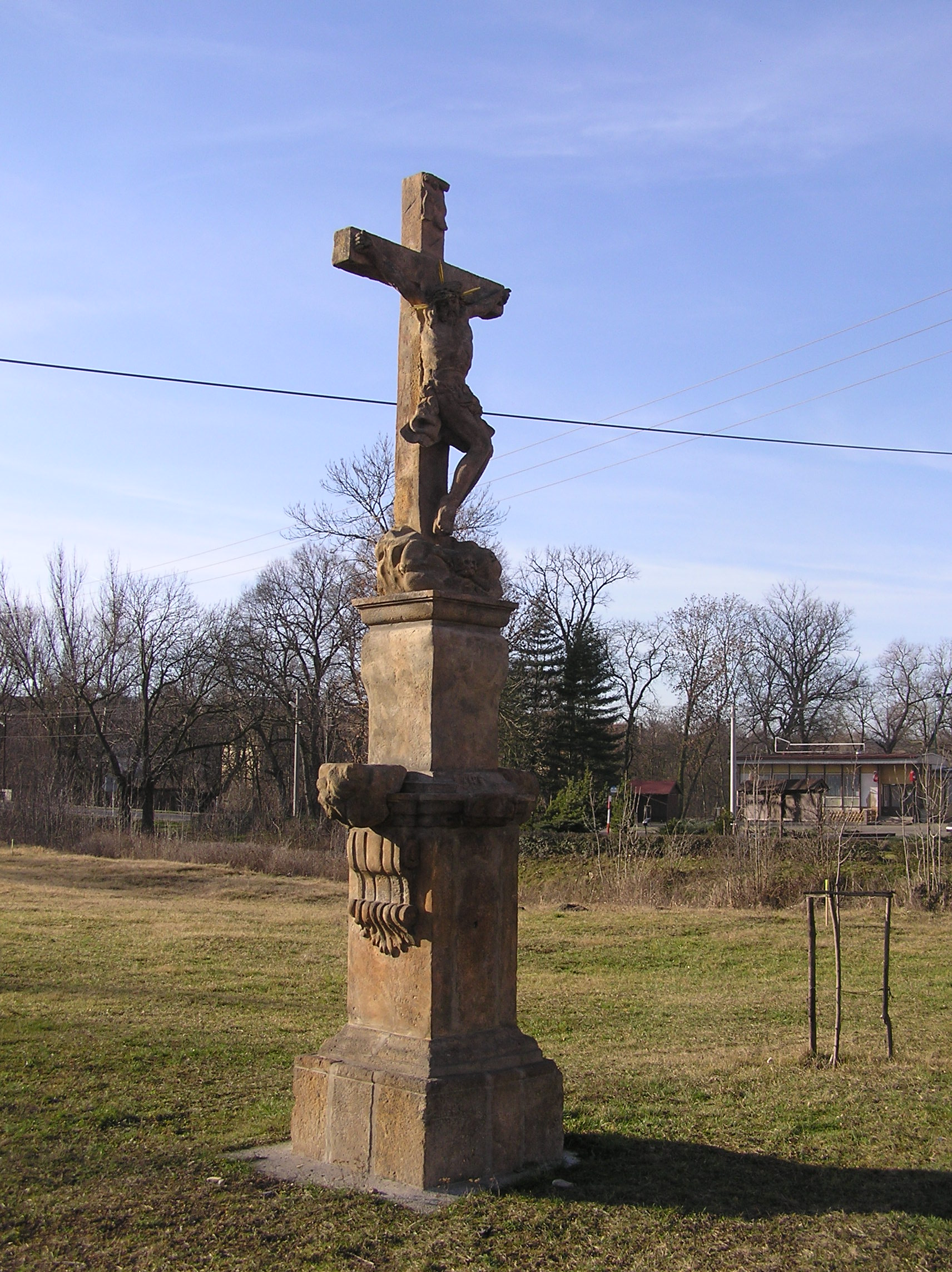
Kříž na návsi
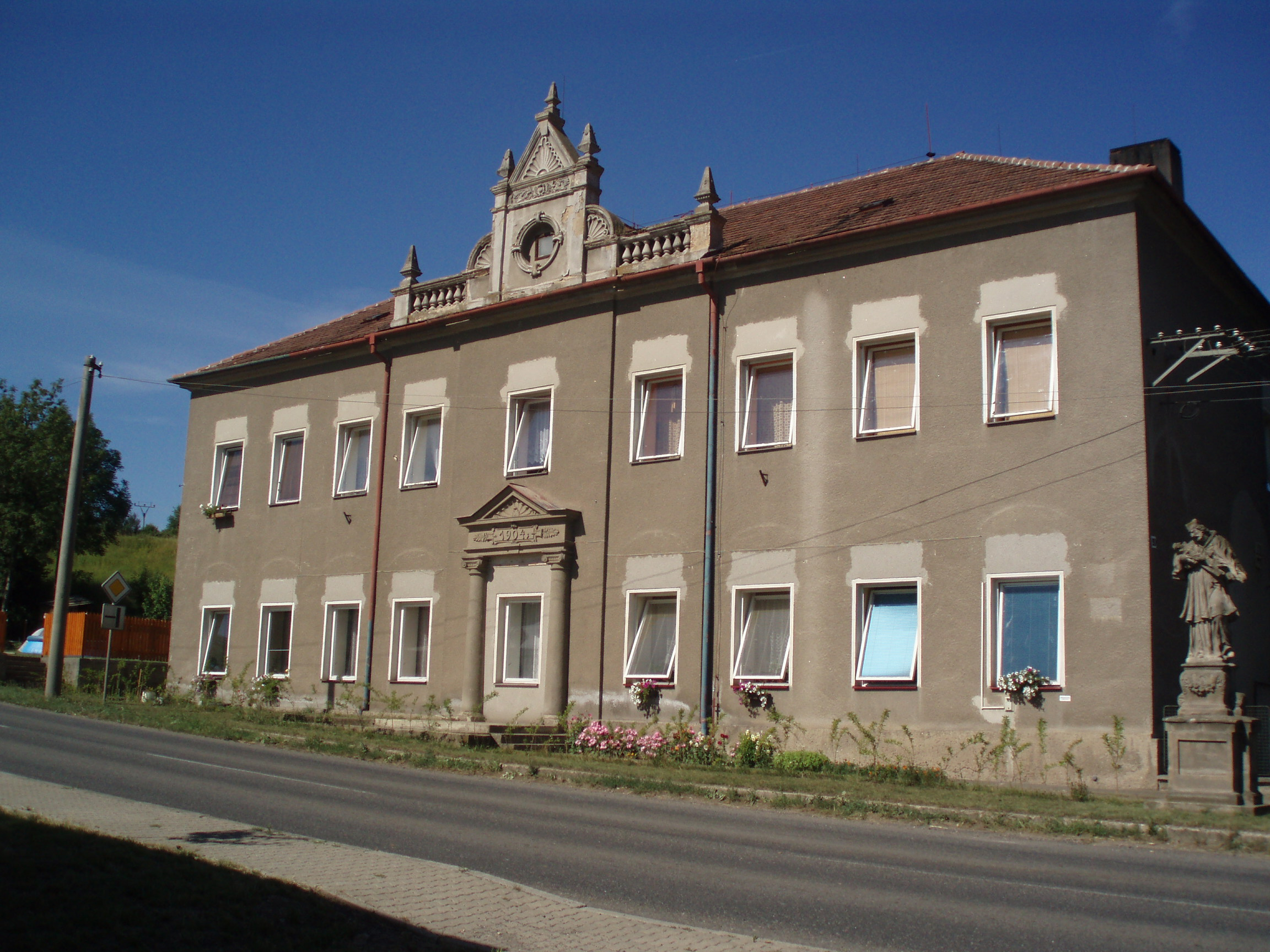
Škola
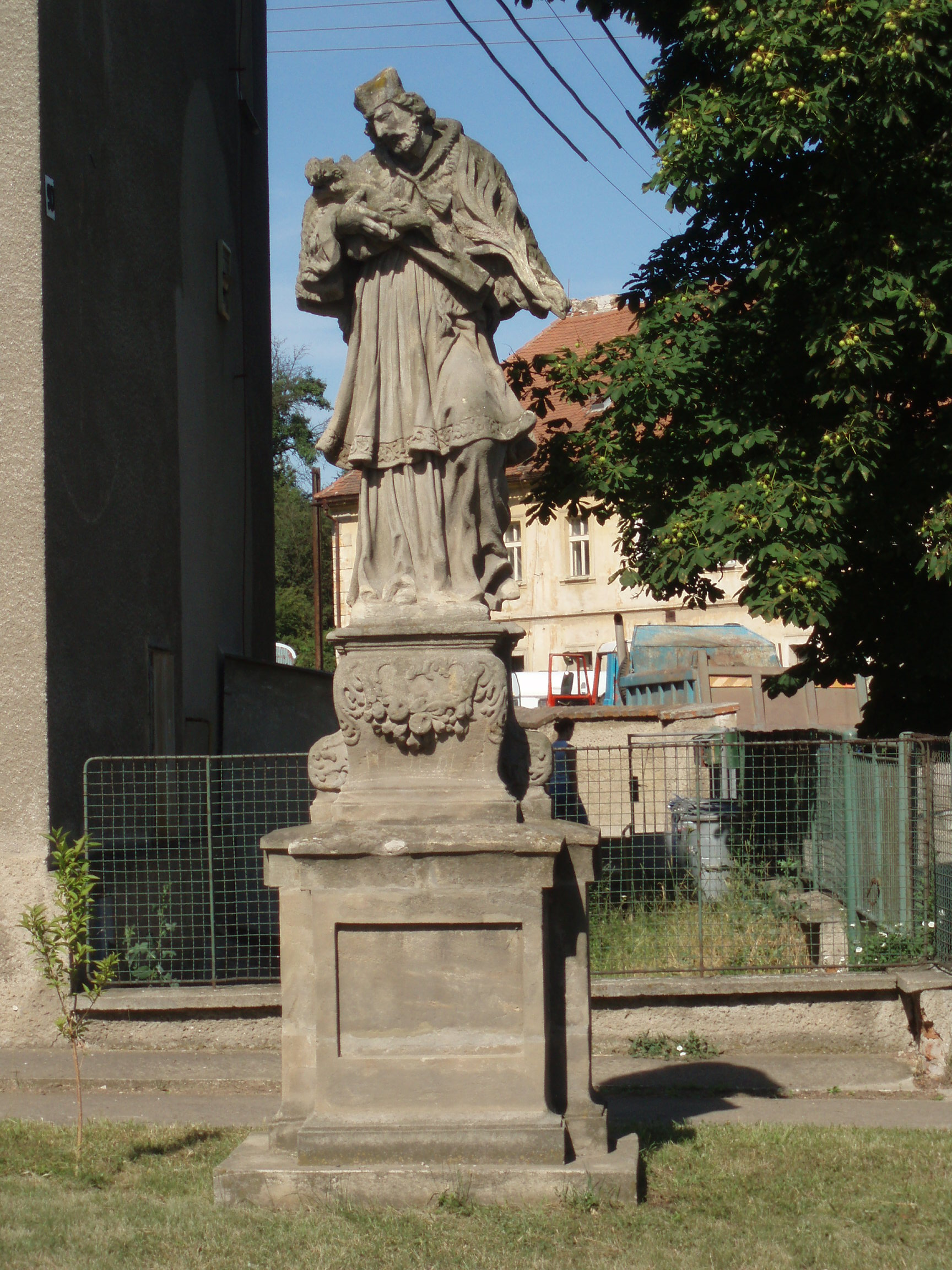
Plastika svatého Jana Nepomuckého
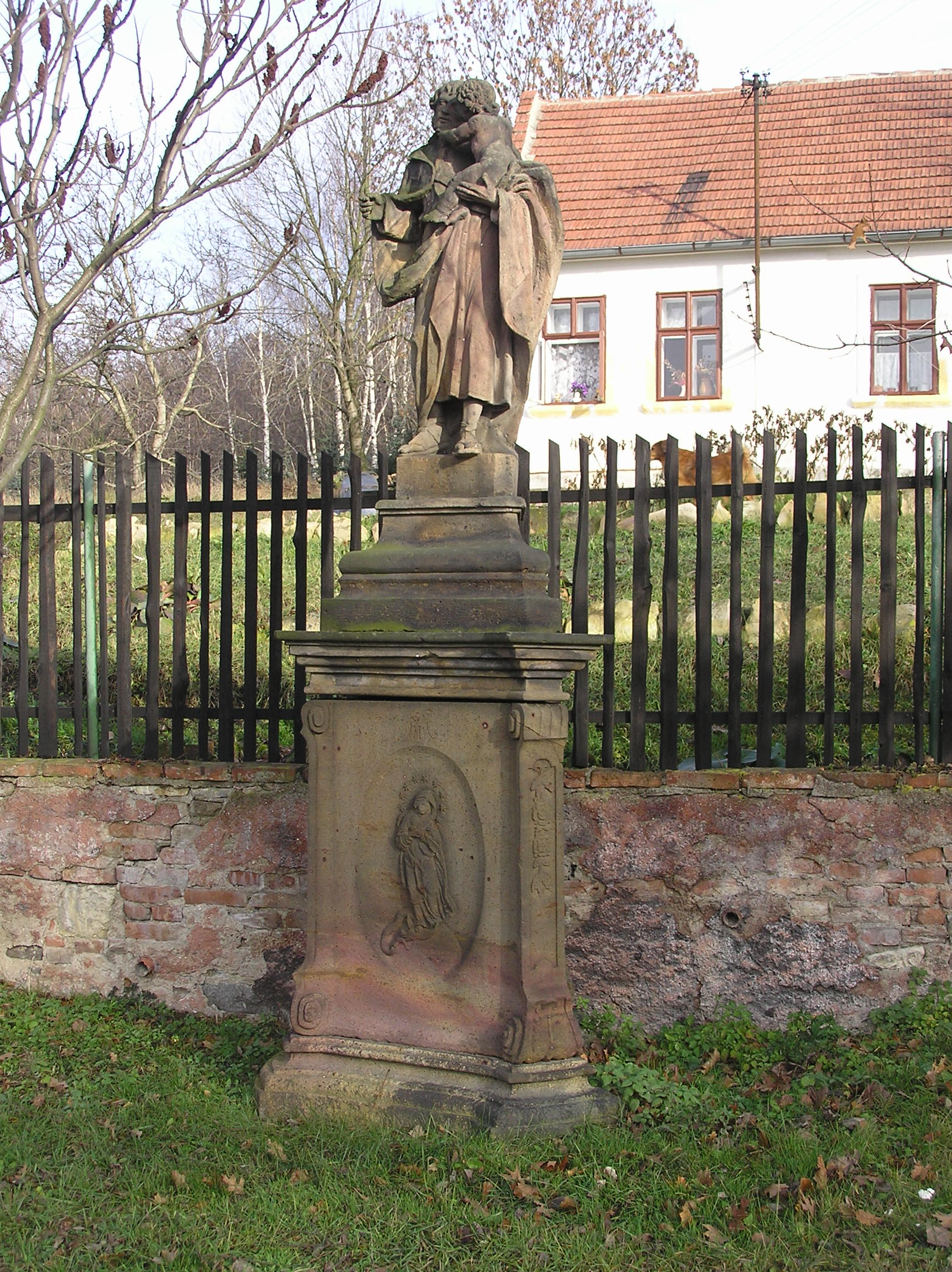
Plastika svatého Josefa

## Části obce
- Velemyšleves
- Minice
- Truzenice
- Zálezly
- Velemyšleves-Průmyslová zóna Triangle